# آملیا لی‌لی
آملیا لی‌لی (انگلیسی: Amelia Lily؛ زادهٔ ۱۶ اکتبر ۱۹۹۴) خواننده و موسیقی‌دان انگلیسی است. وی از سال ۲۰۱۱ میلادی تاکنون مشغول فعالیت بوده‌است.